# Ferdinand Buchanan
Ferdinand Lindley Augustus Buchanan (* 8. März 1888 in Swasiland; † 14. April 1967 in Pretoria) war ein südafrikanischer Sportschütze und Brigadegeneral.

## Erfolge
Ferdinand Buchanan nahm an den Olympischen Spielen 1920 in Antwerpen in drei Wettbewerben teil. Im stehenden Anschlag über 300 m mit dem Armeegewehr belegte er mit der Mannschaft den neunten Rang. Den liegenden Anschlag mit dem Armeegewehr über 300 und 600 m beendete er mit der Mannschaft auf Rang fünf. Weitaus erfolgreicher verlief der Wettkampf mit dem Armeegewehr im liegenden Anschlag über 600 m, bei dem die südafrikanische Mannschaft ebenso wie die US-amerikanische und die schwedische Mannschaft 287 Punkte erzielte, womit es zum Stechen um die drei Medaillenplätze kam. Buchanan war mit 58 Punkten dabei der zweitbeste Schütze der Mannschaft. In der ersten Runde des Stechens kamen die Schweden lediglich auf 275 Punkte, während die US-Amerikaner und die Südafrikaner mit 283 Punkten erneut punktgleich waren. Im zweiten Stechen setzte sich schließlich die US-amerikanische Mannschaft durch, die 284 Punkte erzielte. Der südafrikanischen Mannschaft gelangen lediglich 279 Punkte, sodass Buchanan und seine Mannschaftskollegen Robert Bodley, George Harvey, Frederick Morgan und David Smith die Silbermedaille gewannen.
Buchanan war Berufssoldat beim südafrikanischen Heer. Im Ersten Weltkrieg wurde er 1917 mit dem Military Cross ausgezeichnet. Während des Zweiten Weltkriegs war er kommandierender Offizier der 9. und später der 2. südafrikanischen Brigade, die in Äthiopien gegen das Königreich Italien im Rahmen des Ostafrikafeldzugs kämpfte. Zwischen den beiden Kriegen war er als stellvertretender Kommandeur für die Infanterieausbildung zuständig. Buchanan bekleidete zuletzt den Rang eines Brigadegenerals.